# 时空之霸者 沙加3 ［完结篇］
《时空之霸者 沙加3 [完结篇]》是由史克威尔（今史克威尔艾尼克斯）为掌上游戏机Game Boy开发发行的电子角色扮演游戏，游戏是沙加系列的第三作，也是系列在Game Boy平台的最后一作。游戏于1991年12月在日本首发，约两年后的1993年8约在北美发行。游戏并非由系列作者河津秋敏制作，而是由系列新人藤冈千寻主理，同时他还和笹井隆司共同为游戏作曲。北美版同另两部沙加游戏由Sunsoft于1998年7月在北美再发行。
《沙加3》结合了奇幻与科幻元素——一些重用于之后的《时空之轮》——玩家扮演被送至过去，阻止异次元水瓶引发大规模洪水导致毁灭世界的三名英雄。为了完成任务，三人和帮助他们的同伴展开旅行，大多数时间穿越，必须要通过过去和未来的13个升级部件，来强化他们的战斗机斯特斯洛斯。
2011年，游戏任天堂DS强化重制版《沙加3时空之霸者 黑暗与光明》发行，重制版使用了三维图形，新剧情元素及编曲原声。

## 游戏玩法
游戏界面为接口菜单系统。玩家可以通过按Start键调出状态查看菜单。在战斗中，玩家每回合为各角色发出指令。在战斗外，玩家通过十字键移动表示角色的图像。通过和人类与怪物交谈可以获得信息。和前两作不同，《沙加3》并非在游戏开始前选择角色职业，而是通过吃兽人/怪物肉，或安装生化人/机器人零件改变属性，肉和零件通过战斗击败敌人获得。此操作会立刻让角色职业变化。
每个角色都已其默认职业（人类或超能力者）开始，当其吃肉后就会变成野兽，之后是怪物。当给角色装上零件后就会变成生化人，之后再成为机器人。肉和零件会互相对抗：如果兽人安装零件就会退回到最初职业；类似的，若让生化人吃肉则也会退回到默认职业。每个职业都有其特定弱点和耐性。

## 情节
异次元水瓶的出现让世界爆发洪水，怪物从水瓶中出现，低洼的城镇被淹没。一行四名战士动身面对水瓶，其中三人是从未来，他们得知异次元的神还在危害过去和未来的世界。他们需要收集位于过去、现在和未来的战斗机斯特斯洛斯的部件，并击败异次元的神。

## 开发
游戏是史克威尔大阪开发部——后来制作《最终幻想 神秘历险》的团队——的首个项目。制作人藤冈千寻称，除创作游戏外，他们还确立自己为部门，并因此为游戏投入大量精力。团队为克服Game Boy的限制，决定通过将一些方面留给玩家的想象力。在图形就是，先建立一个对象，再是它的阴影，缺失的色彩则交由玩家想象；而克服只有三个音符的机能限制，音乐也是用了类似的理念。
因藤冈负责游戏程序，作曲笹井隆司表示他会游戏音乐；虽然藤冈本人是音乐家，但他选择为游戏创作追加歌曲。笹井将音频和六个音符的吉他的限制做了比较，但当时Game Boy卡带容量存在一些困难。因此，他集中于小歌曲，并将曲目长度缩减到他们认为感觉合适。
英文版是翻译家泰德·伍尔西在史克威尔的第一个项目，他以《最终幻想II》的翻译脚本为示例，并获得确保“没有重复‘重复’那种混乱”的指示。

### 任天堂DS版
2010年9月，日本杂志《Fami通》报道《时空之霸者 沙加3》的任天堂DS重制版正在开发，并使用全三维卡通渲染图形。游戏于2011年1月6日发行。

## 评价
游戏获日本杂志《Fami通》29/40的评价。
《沙加3》主要获得西方积极评价，在GameRankings上的汇总得分为75%。《电子游戏月刊》称其为“优良的RPG”且“物美价廉”，高度评价了游戏图形和情节；游戏获得杂志8/10吗，以及编辑推荐金奖。《任天堂力量》大致持相同观点，称游戏对“Game Boy RPG而言有极佳的游戏深度和不错的图形”，但认为游戏情节和游戏性和之前沙加作品太相似，警告称“不要指望这游戏有任何新东西”，最终打出了3.35/5分。IGN注意了游戏过时的图形和“不完美”的原声，但仍然认为游戏音乐比之前大多Game Boy作品要好。他们还认为游戏战斗画面“设计不佳”，称其“使辨认同职业的装备道具几乎不可能”，但称即使对新玩家也能上手。
GameDaily将其与另外的Game Boy沙加系列作品一起，称其“数小时角色扮演的兴奋，无论你是在牙医诊所等待，还是在去祖母家的路上”。游戏杂志《电子游戏月刊》和《Pocket Games》表示了相同的情感，后者还将游戏列为最佳50个Game Boy游戏的第八位。
任天堂DS重制版获《Fami通》32/40的评价。